# Cirripectes variolosus
Cirripectes variolosus es una especie de pez de la familia Blenniidae en el orden de los Perciformes.

## Morfología
• Los machos pueden llegar alcanzar los 10 cm de longitud total.

## Reproducción
Es ovíparo.

## Depredadores
Es depredado por Cephalopholis argus(en la Polinesia Francesa),Plectropomus Leopardus y Gymnothorax flavimarginatus(en las  Islas Marshall ).

## Hábitat
Es un pez de mar y de clima tropical y asociado a los  arrecifes de coral que vive entre 0-31 m de profundidad.

## Distribución geográfica
Se encuentra desde República de Palau hasta las Islas Marquesas, Pitcairn y la Micronesia.